# Empoasca abietis
Empoasca abietis är en insektsart som först beskrevs av Matsumura 1916.  Empoasca abietis ingår i släktet Empoasca och familjen dvärgstritar. Inga underarter finns listade i Catalogue of Life.